# Rothschild-Neuguineabeutelmaus

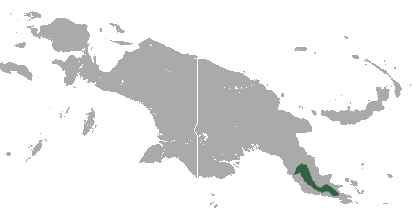
Verbreitungskarte der Rothschild-Neuguineabeutelmaus

Die Rothschild-Neuguineabeutelmaus (Murexia rothschildi, Syn.: Paramurexia rothschildi) ist ein Beutelsäuger aus der Familie der Raubbeutler (Dasyuridae). Das Artepitheton ehrt den englischen Zoologen Walter Rothschild.

## Merkmale
Die 10 Typusexemplare, die in den 1930er- und 1950er-Jahren gefangen wurden, haben eine Kopf-Rumpf-Länge von 124 bis 170 mm, eine Schwanzlänge von 140 bis 184 mm, eine Hinterfußlänge von 25 bis 34 mm, eine Ohrenlänge von 13 bis 21,5 mm und ein Gewicht von 32 bis 102 g. Die Oberseite ist stumpf hellgrau und durch einen schwarzen Aalstrich charakterisiert, der der breiteste Rückenstreifen bei allen Beutelmäusen ist. Die Unterseite ist hellbraun. Das glatte Fell ist kurz und dicht. Die Weibchen haben vier Zitzen.

## Verbreitung und Lebensraum
Vorkommen sind vom Aroa River, vom Mount Simpson, vom Mount Mura sowie aus den Regionen von Opanabu und Agaun in der Milne Bay Province im südöstlichen Teil Neuguineas bekannt. Die Art bewohnt Hügelwälder und alte, montane Feuchtwälder in Höhenlagen zwischen 600 und 1.400 m.

## Lebensweise
Die Lebensweise der Rothschild-Neuguineabeutelmaus ist bisher nur wenig erforscht. Die Art ist bodenbewohnend, jedoch auch ans Klettern angepasst. Sie ist überwiegend nachtaktiv und lebt tagsüber in unterirdischen Nestern. Die Weibchen werfen vermutlich das gesamte Jahr über und bringen bis zu vier Junge zur Welt. Die Nahrung besteht unter anderem aus Käferlarven und Vögeln.

## Systematik
Die Rothschild-Neuguineabeutelmaus wurde bei der Erstbeschreibung in die Gattung Phascogale (Untergattung Murexia) gestellt. 2002 wurde sie von Steve van Dyck aufgrund von kladistischen Analysen in die monotypische Gattung Paramurexia klassifiziert. Genetische Studien unterstützen jedoch eine Monophylie aller Neuguinea-Beutelmäuse, die heute alle in die Gattung Murexia gestellt werden.

## Status
Die Rothschild-Neuguineabeutelmaus ist nur von 23 Exemplaren bekannt. Laut IUCN gilt ihr Bestand als gefährdet (vulnerable). Die Hauptgefährdungen gehen von Lebensraumverlust und Nachstellung durch Jagdhunde aus. Daneben gefährden eine geplante Nickelmine und Ölpalmenplantagen den Bestand der Art.